# Diastrophosternus bruchi
Diastrophosternus bruchi är en skalbaggsart som beskrevs av Pierre Émile Gounelle 1911. Diastrophosternus bruchi ingår i släktet Diastrophosternus och familjen långhorningar.
Artens utbredningsområde är Paraguay. Inga underarter finns listade i Catalogue of Life.